# Larcjusze
Larcjusze (łac. Lartii albo Larcii) – patrycjuszowski ród rzymski pochodzenia etruskiego. Założycielem rodu był Spuriusz Larcjusz, konsul z 506 p.n.e. i 490 p.n.e. Kolejną osobą z tej rodziny był Tytus Larcjusz, po którym w źródłach antycznych nie są wzmiankowane żadne osoby z tej rodziny. Dopiero w I wieku p.n.e. pojawiają się kolejne osoby, które zwane są Larcjuszami.

## Członkowie
- Spuriusz Larcjusz, konsul w 506 p.n.e. i w 490 p.n.e.[1]
- Tytus Larcjusz, konsul w 501 p.n.e. i w 498 p.n.e., dyktator w 501 p.n.e.[2]
- Lucjusz Larcjusz, senator w 73 p.n.e.[3]
- Marek Larcjusz Magnus Pompejusz Silon, konsul suffectus w 82 n.e.
- Aulus Larcjusz Pryskus, konsul suffectus w 110 n.e.
- Aulus Larcjusz Macedon, konsul suffectus w 124 n.e.